# Cécile Biéler
Cécile Biéler (Ginebra, Suiza, 2 de julio de 1884-1 de junio de 1966) fue una ingeniera eléctrica suiza. 

## Trayectoria
Fue la primera ingeniera eléctrica por la Escuela de Ingenieros de Lausana (Suiza): obtuvo su diploma en 1907. Estudió el invar, una aleación muy utizada en relojería.
Fue asistente de física en Lausana (Suiza), trabajó después con su padre y en 1909 dirigió un despacho de mujeres ingenieras. Fue profesora de matemáticas en diferentes centros privados de Lausana y Ginebra. Reinició sus estudios en Ginebra donde obtuvo un doctorado en ciencias físicas (1929).
Activista en diversos movimientos sociales (mujeres liberales, etc.), fue la cofundadora del club Soroptimist lausannois en 1949.
Falleció el 1 de junio de 1966 en Cully.